# Racing Club de Kinshasa
Maillots
Le Racing Club de Kinshasa communément connue sous le nom de RCK, est un club congolais de football basé à Kinshasa. Il évolue actuellement en première division congolaise, la Vodacom Ligue 1 qui a été créé le 14 février 2002 sous le nom de Relève a Binza delvaux division Lukunga. Et en 2007 le club fusionnait avec Elonga pour former le RCK.

## Palmarès
En 2014 le RCK remporte l'EPFKIN avec 30 Matches joués, 21 Victoires, 5 Nuls, 4 Défaites et avec 65 buts marqués contre 22 encaissé soit une différence de but de 43.
| Compétitions provinciales       |
| - EPFKIN (1) - Vainqueur : 2014 |

## Personnalités du club

### Effectif Actuel
Saison 2020-2021
| N° | Nat.                                           | Poste | Nom du joueur      |
| -- | ---------------------------------------------- | ----- | ------------------ |
| 2  | Drapeau de la république démocratique du Congo | D     | Chemba Kabamba     |
| 3  | Drapeau de la république démocratique du Congo | D     | Mbemba Makelele    |
| 4  | Drapeau de la république démocratique du Congo | D     | Sasa Nymi          |
| 5  | Drapeau de la république démocratique du Congo | D     | Lino Masombo       |
| 6  | Drapeau de la république démocratique du Congo | M     | Tambidila Owane    |
| 7  | Drapeau de la république démocratique du Congo |       | Kidiombo Nzinga    |
| 8  | Drapeau de la république démocratique du Congo | M     | Lutumba Makanza    |
| 9  | Drapeau de la république démocratique du Congo | M     | Kasongo Kikas      |
| 10 | Drapeau de la république démocratique du Congo | A     | Kiala Keva         |
| 11 | Drapeau de la république démocratique du Congo | A     | Ahoka Mulungu Samy |
| 12 | Drapeau de la république démocratique du Congo | A     | Kanku Madiata      |
| 13 | Drapeau de la république démocratique du Congo | M     | Mbemba Mavana      |
| 14 | Drapeau de la république démocratique du Congo | D     | Kumwangisa Ndibu   |
| 15 | Drapeau de la république démocratique du Congo | D     | Mavungu Lungo      |
| 17 | Drapeau de la république démocratique du Congo | M     | Ntumba Libanza     |
| 16 | Drapeau de la république démocratique du Congo | D     | Mbemba Keva        |
| 18 | Drapeau de la république démocratique du Congo | A     | Bafuma Ebengi      |
| 19 | Drapeau de la république démocratique du Congo | M     | Kasongo Kikas      |

| No. | Nat.                                           | Position | Nom du joueur  |
| --- | ---------------------------------------------- | -------- | -------------- |
| 20  | Drapeau de la république démocratique du Congo | G        | Mbo Bikoko     |
| 30  | Drapeau de la république démocratique du Congo | A        | Ntumba Libanza |
| 31  | Drapeau de la république démocratique du Congo | A        | Ahoka Mulungu  |
| 38  | Drapeau de la république démocratique du Congo | G        | Tambudila Kuku |

### Organisation[3]
- Président :  Kiala Ndombele
  - Vice-président :  Lazare Kiwaka
- Secrétaire générale :  Jean Dinganga
- Trésorier :  Tostao Mbemba Keba et  Mme Marie-Claire Ngali Kiana

### Staff echnique[4]
- Entraîneur :  Mr Matufuila
  - Adjoint :  Mr Ely Lufuakenda
- Préparateur physique :  Mr Bageta Dikulu
- Gardien :  Mr Fula

### Entraîneurs
- Zico Kiadivila[5]
- 2016 :  Ambroise Luende
- 2016-2018 :  Kiki Makengele[6]
- 2018 :  Antoine Dabusu [7]
- 2020-2021 :  André Raoul Mutufuila[8]
- 2021 :  Zico Kiadivila[9]

## Sponsors et équipement
- 2011- : Rawbank[3]